# 贝凯希·哲泽
贝凯希·哲泽（匈牙利語：Békési Győző，1889年6月13日—1945年），原姓哈伯费尔德（Haberfeld），匈牙利前男子竞技体操运动员。他曾获得1912年夏季奥运会体操比赛男子团体全能银牌。他于第二次世界大战期间在毛特豪森-古森集中營去世。